# Chalarus brevicaudis
Chalarus brevicaudis är en tvåvingeart som beskrevs av Jervis 1992. Chalarus brevicaudis ingår i släktet Chalarus och familjen ögonflugor. Arten är reproducerande i Sverige. Inga underarter finns listade i Catalogue of Life.